# Witold Kazimierz Krajewski
Witold Kazimierz Krajewski – polski inżynier, dr hab. nauk technicznych, profesor zwyczajny i kierownik Katedry Inżynierii Procesów Odlewniczych Wydziału Odlewnictwa Akademii Górniczej i Hutniczej w Krakowie.

## Życiorys
W 1972 ukończył studia metalurgiczne w Akademii Górniczo-Hutniczej im. Stanisława Staszica, natomiast 1 lipca 1978 obronił pracę doktorską, 29 marca 2004  habilitował się na podstawie oceny dorobku naukowego i pracy zatytułowanej Kształtowanie struktury stopów Zn-Al dodatkiem zaprawy Zn-Ti. 26 czerwca 2014 nadano mu tytuł profesora w zakresie nauk technicznych.
Został zatrudniony na stanowisku profesora nadzwyczajnego w Katedrze Inżynierii Procesów Odlewniczych na Wydziale Odlewnictwa Akademii Górniczej i Hutniczej w Krakowie, następnie objął funkcję profesora zwyczajnego i kierownika tejże Katedry.
Był prodziekanem na Wydziale Odlewnictwa Akademii Górniczej i Hutniczej w Krakowie.

## Publikacje
- 1994: The Effect of Ti Addition on the Kinetics and Enthalpy of the Supersaturated ZnAl Alloy Phase Transformation[1]
- 1999: Structure and Composition of Ti-based Particles - Substrate of ' Phase Nucleation in Modified Zn-Al Alloys[1]
- 1999: Research of Phase Transformation in High-Aluminium Zinc Foundry Alloys Modified by Ti Addition[1]
- 2010: Modelling the effect of SiC particle size on crystallization of Magnesium metal matrix composite; AZ91/SiC[1]
- 2013: Heat Exchange in the System Mould – Riser – Ambient. Part I: Heat exchange coefficient from mould external surface[1]
- 2013: Grain refinement of Zn-10Al sand-cast alloy with Al-3Ti-0.15C[1]
- 2013: Trends in the development of high-aluminium zinc alloys of stable structure and properties[1]
- 2014: Protecting melted zinc-aluminium based foundry alloys against hydrogen pick-up[1]